# Wila Fryderyka Wilhelma Jüncke
Wila Fryderyka Wilhelma Jüncke, nazývaná také Dom z wieżą, česky Dům s věží, je historická secesní vila, která se nachází v Parku při ulici Goyki ve čtvrti Dolny Sopot města Sopoty v Pomořském vojvodství v severním Polsku.

## Historie a popis stavby
Vilu nechal postavit Friedrich Wilhelm Jüncke (1842–1897), sběratel umění, obchodník s vínem, a majitel restaurace Ratskeller. Stavbu navrhl architekt Karl Hofacker a vila byla postupně stavěna v letech 1877 až 1903.
Vilu tvoří komplex obytného důmu s třípatovou věží, lovecký dům, hospodářská budova s kočárovnou z roku 1903, park, rybníček, zimní zahrada a vinařství. Jüncke zemřel během stavby vily a majitelkou se pak stala jeho žena. V letech 1922-1936 byla vila rezidencí dánského konzula v Gdaňsku Haralda Kocha (1878-1936). V roce 1942 byla vila předána místní buňce NSDAP (Gauschutzamt der NSDAP) a následně byl také ve vile postaven bunkr. Po roce 1946 vila sloužila jako jesle či mateřská školka a od roku 1957 byla v městském bytovém fondu. Ve vile se zachovaly fragmenty sbírky obrazů zástupců tzv. "Sopotské školy". Na stropu jedné místnosti je netradiční malba zobrazující mořské dno.
V letech 2019 až 2022 byla prováděna rekonstrukce a místo by mělo být zpřístupněno veřejnosti.

## Galerie

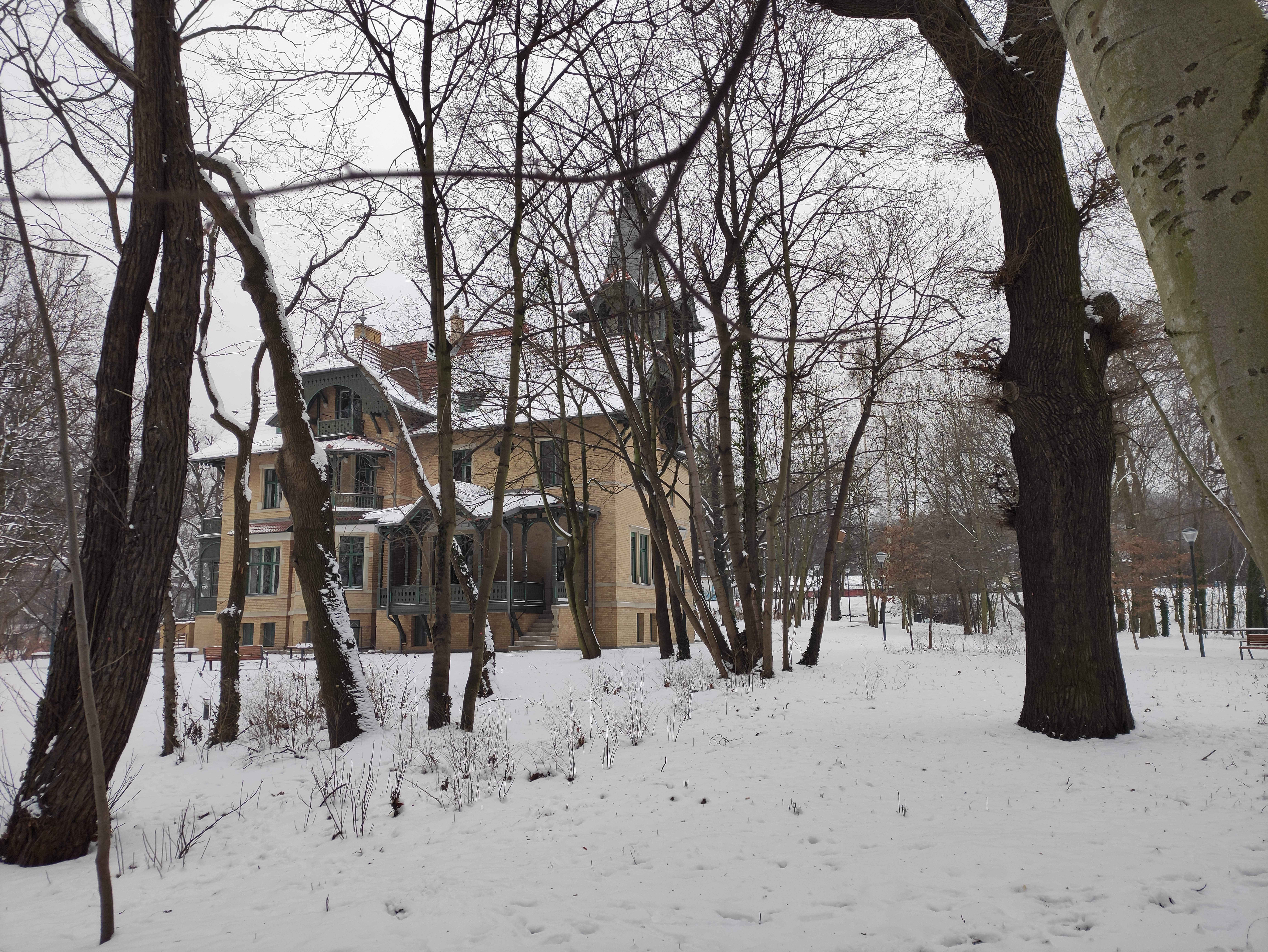
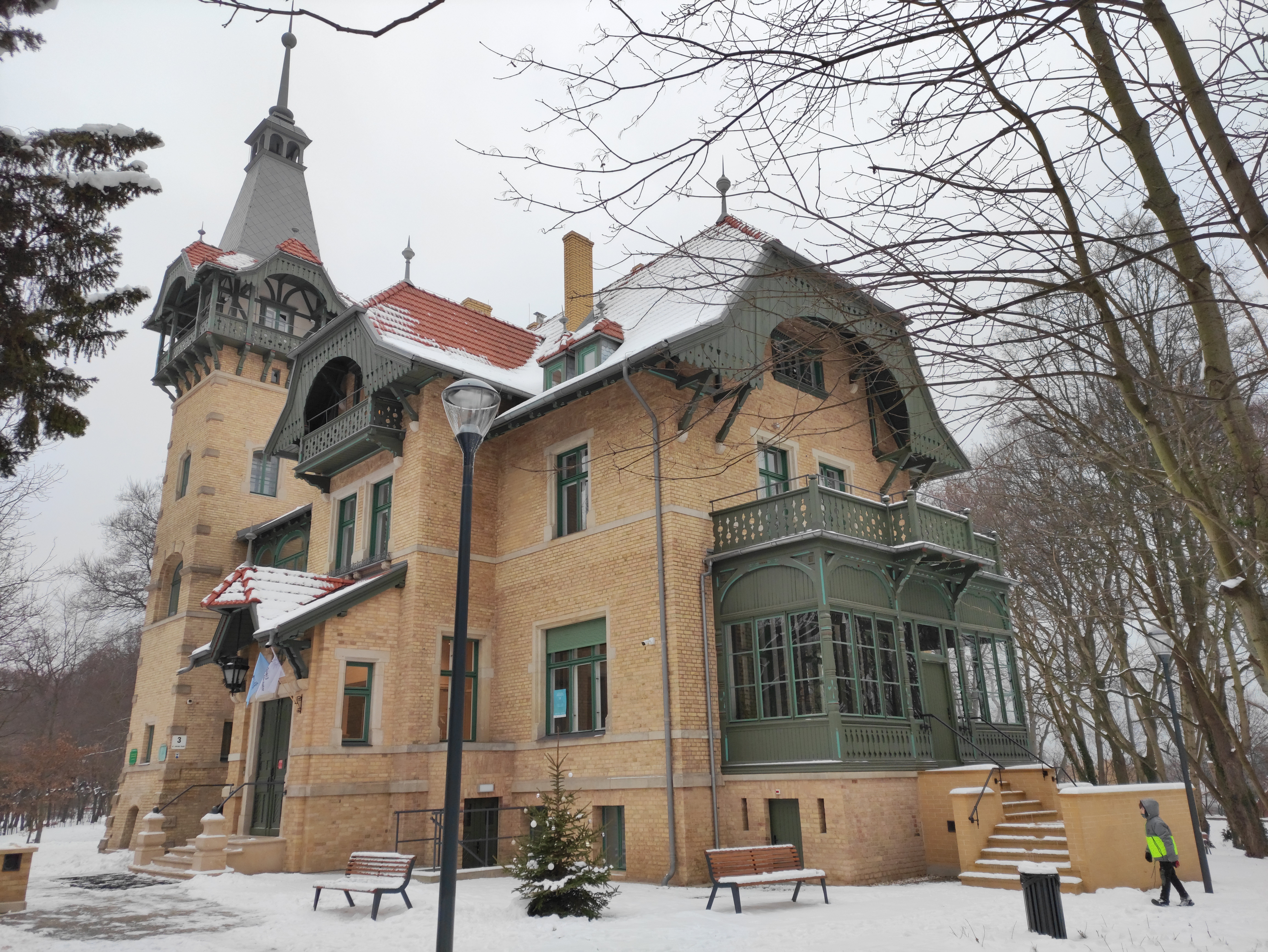
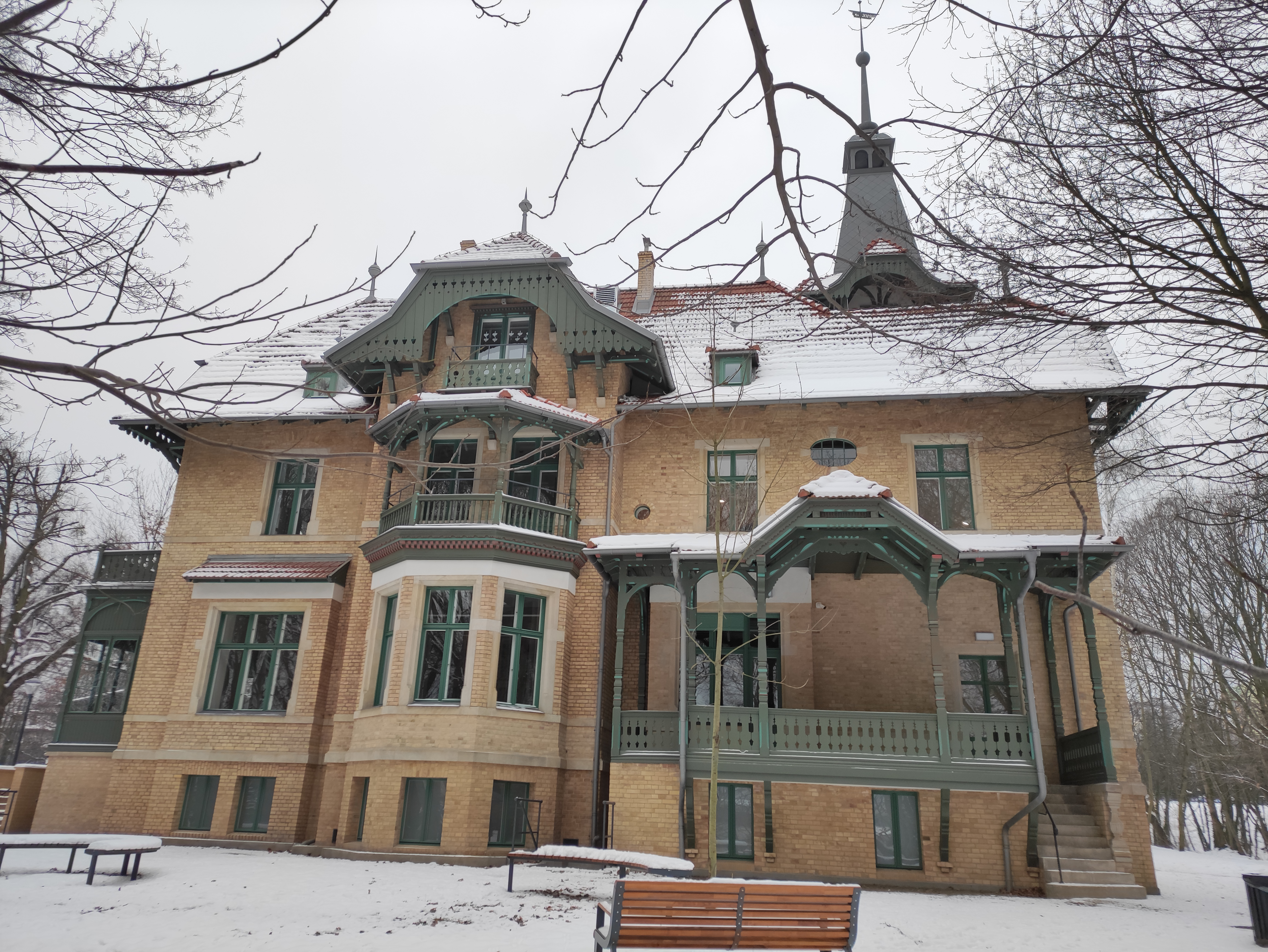
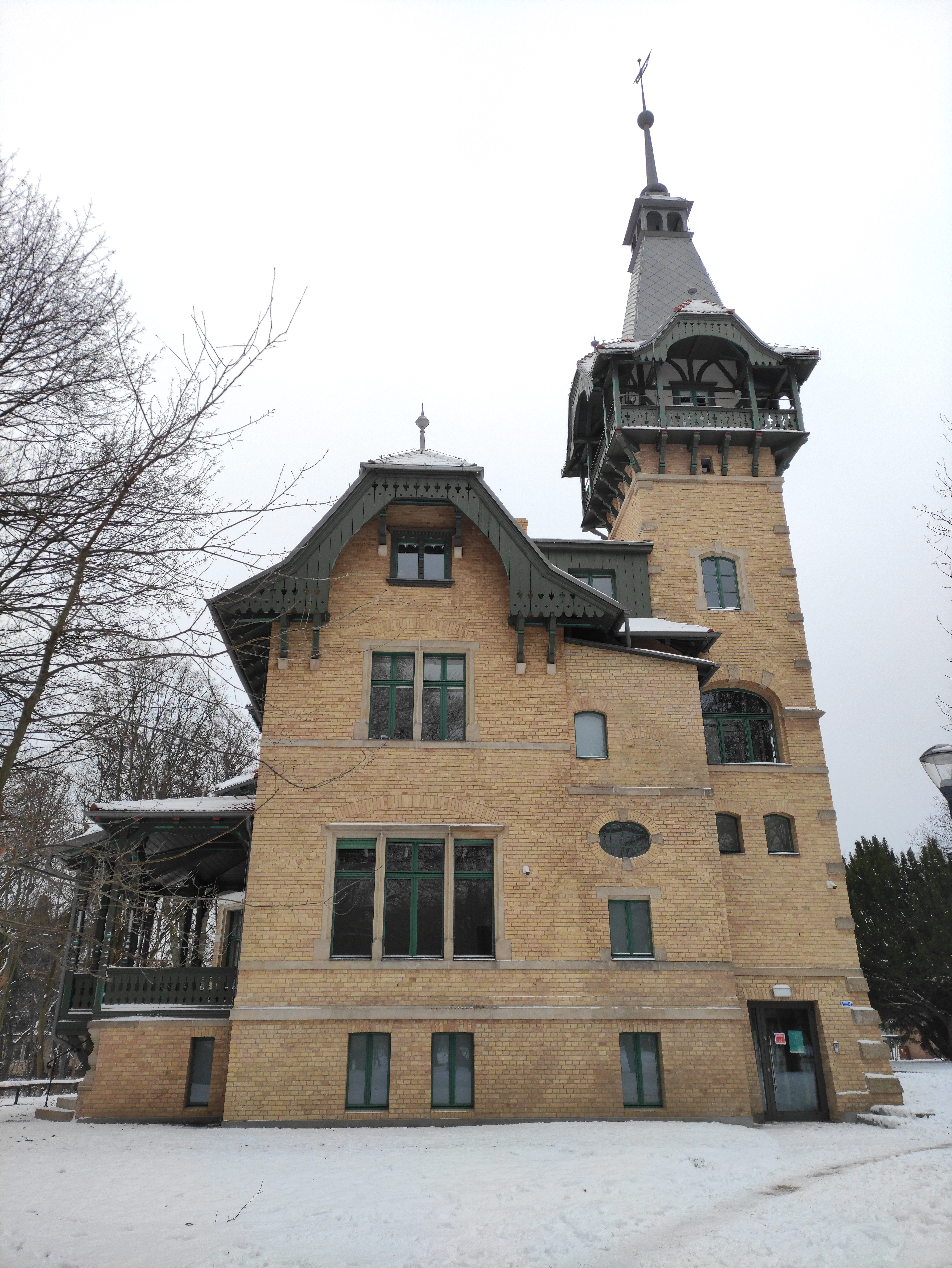
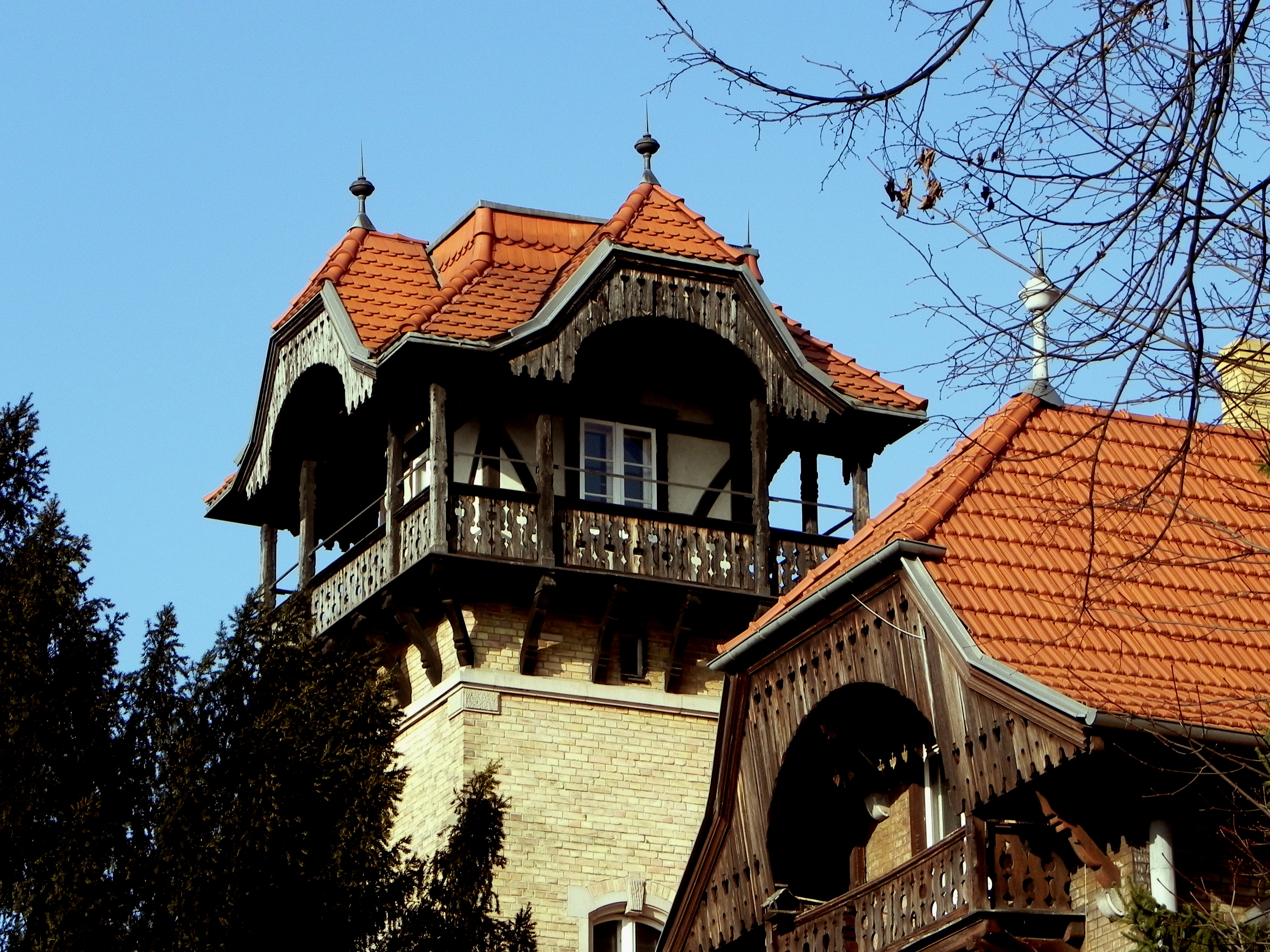
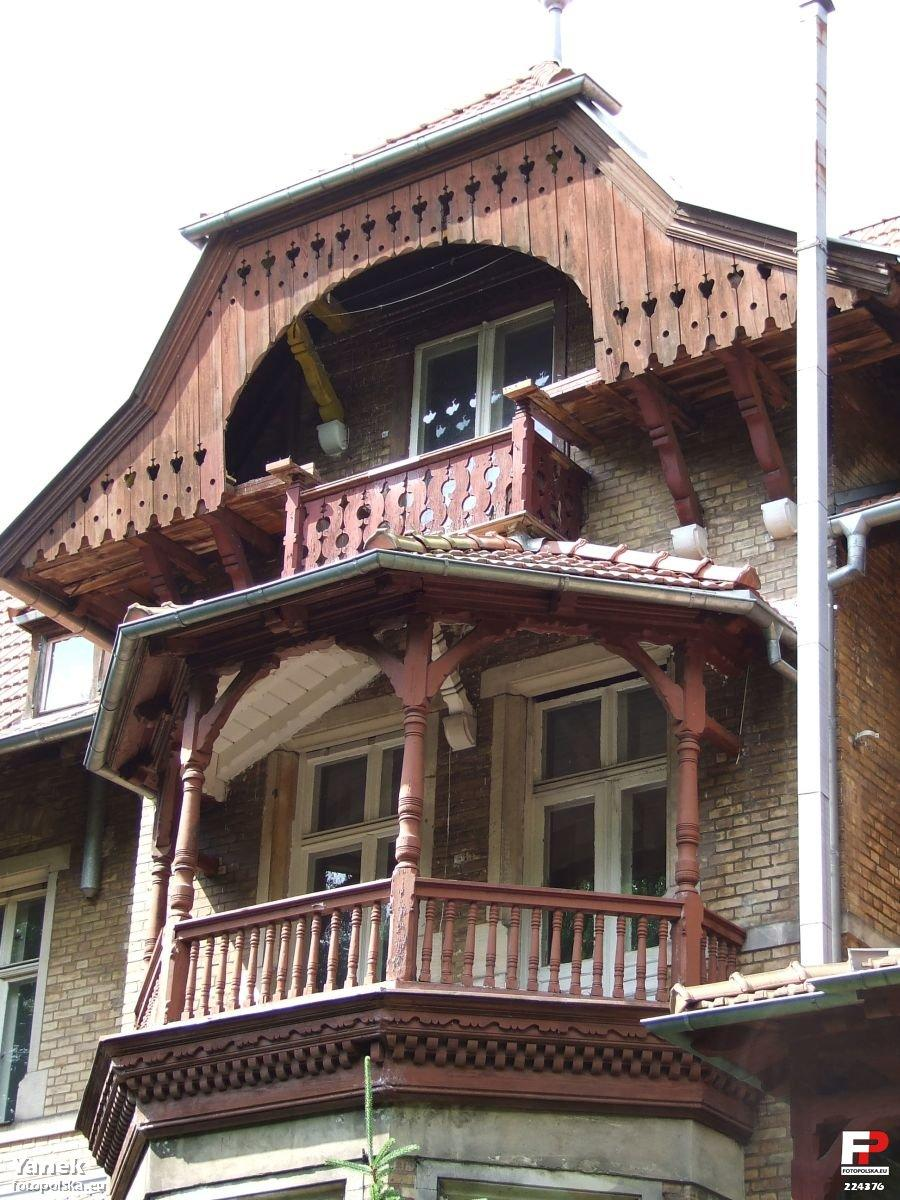